# Perapion violaceum
Perapion violaceum – gatunek chrząszcza z rodziny pędrusiowatych i plemienia Aplemonini. Zamieszkuje Palearktykę. Żeruje na szczawiach.

## Taksonomia
Gatunek ten opisany został po raz pierwszy w 1808 roku przez Williama Kirby’ego pod nazwą Apion violaceum. Wyróżnia się w jego obrębie dwa podgatunki:
- Perapion (Perapion) violaceum lopezi Hoffmann, 1957
- Perapion (Perapion) violaceum violaceum Kirby, 1808.

Ten pierwszy opisany został w 1957 roku przez Adolphe’a Hoffmanna.

## Morfologia

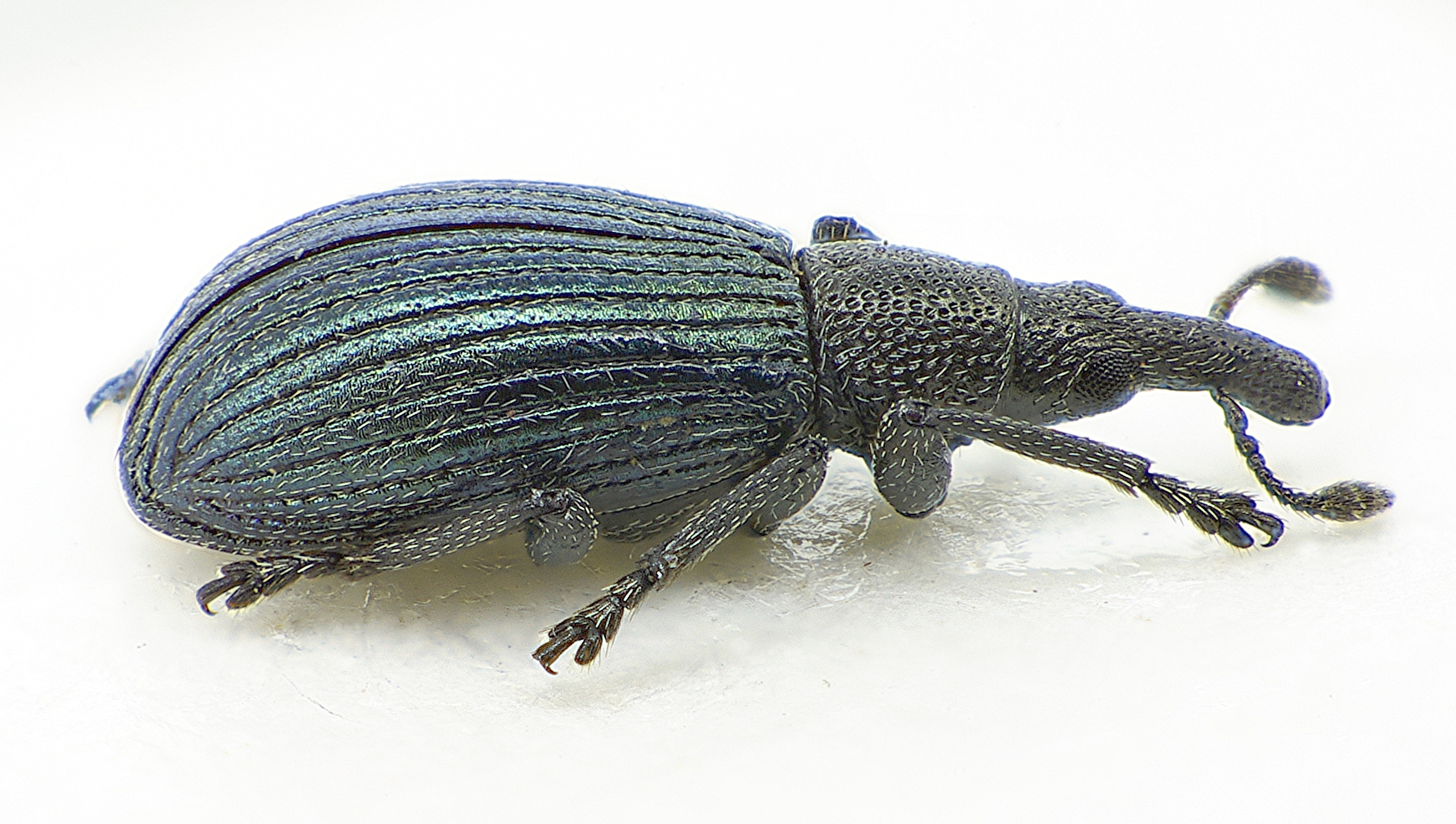
Widok z boku

Chrząszcz o ciele długości od 2,3 do 3,3 mm, zwykle dłuższym niż 2,5 mm. Ubarwienie ma głównie czarne z metalicznie zielonkawymi, niebieskimi lub fioletowymi pokrywami. 
Głowa ma lekko zakrzywiony ryjek. U samca ryjek jest około dwuipółkrotnie dłuższy niż u podstawy szeroki, tak długi jak przedplecze, gruby, niemal walcowaty, bardzo słabo zakrzywiony, aż po szczyt matowy wskutek gęstego punktowania. U samicy jest on trochę dłuższy od przedplecza, trochę zakrzywiony, chudszy niż u samca z rozszerzeniami pośrodku i u szczytu, na wierzchołku wskutek skąpszego punktowania lekko połyskujący.
Przedplecze jest od 1,4 do 1,7 raza szersze niż głowa mierzona na wysokości oczu i ma boki w środkowej części zwykle lekko zaokrąglone. Punkty na jego powierzchni są niezbyt grube i stosunkowo gęsto rozmieszczone. Tarczka jest wyraźnie dłuższa niż szersza, w zarysie prawie prostokątna. Pokrywy są trzykrotnie dłuższe od przedplecza, od 1,5 do 1,7 raza dłuższe niż razem szerokie, u podstawy nieznacznie od niego szersze, o dobrze wykształconych barkach. Na każdej pokrywie występują dwie szczecinki wyspecjalizowane, jedna na międzyrzędzie siódmym, a druga na dziewiątym. Stosunkowo grube odnóża mają szerokie stopy o członie drugim szerszym niż dłuższym. U samca na spodzie wierzchołkowej części pierwszego członu stopy wyrasta niewielki kolec.
Odwłok ma pierwszy z widocznych sternitów 1,4 raza dłuższy od następnego; oba są lekko wypukłe, w całości pokryte punktami grubymi i prawie tak dużymi jak na przedpleczu, a szew między tymi sternitami jest wgłębiony i prosty. Pygidium samca jest szersze niż dłuższe. Genitalia samca mają tegmen o płatach parameroidalnych rozdzielonych u szczytu głębokim wcięciem. Płat środkowy edeagusa (prącie) jest spłaszczony, endofallus ma natomiast szczytową grupę gęsto upakowanych ząbków lub kolców, poprzeczne zmarszczki pośrodku, a u nasady środkową grupkę drobnych kolców lub ząbków i dwie grupy zaokrąglonych ząbków po jej bokach.

## Ekologia i występowanie

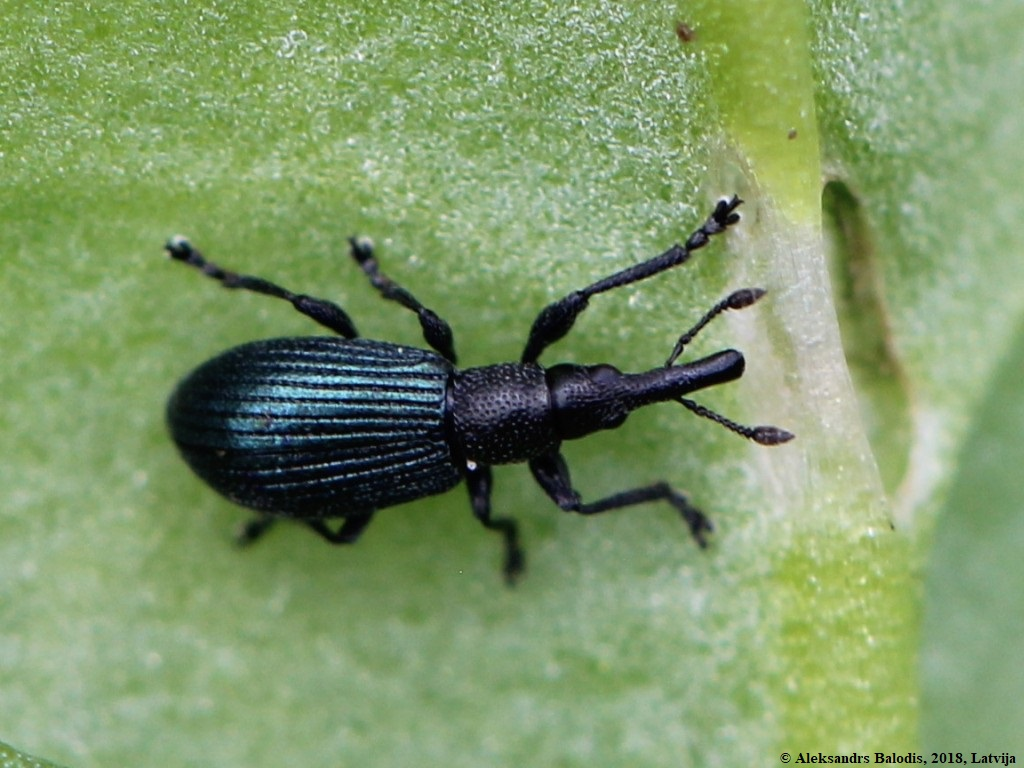
Imago w środowisku naturalnym

Owad rozmieszczony od nizin po tereny górskie, gdzie dochodzi do regla dolnego. Zasiedla podmokłe łąki, wilgotne zarośla, młaki, nadrzecze żwirowiska, rowy i inne stanowiska wilgotne. Zarówno larwy, jak i postacie dorosłe są monofagicznymi fitofagami żerującymi na szczawiach. Preferują 
szczaw tępolistny, ale stwierdzono ich rozwój także na szczawiach: gajowym, górskim, kędzierzawym, nadmorskim, 
polnym, skupionym, tępolistnym, zwyczajnym, żółtym, Rumex bucephalophorus, R. confertus, R. longifolius, R. pulcher i R. thyrsoides. Endofagiczna larwa żeruje, drążąc korytarze w białym rdzeniu łodygi. Nie powoduje to powstawania wyrośli (galasów), ale może prowadzić do powstawania nieznacznych zgrubień. Przepoczwarczenie ma miejsce w komorze wydrążonej w łodydze. 
Gatunek palearktyczny. Podgatunek nominatywny w Europie znany jest z Portugalii, Hiszpanii, Irlandii, Wielkiej Brytanii, Francji, Luksemburga, Holandii, Niemiec, Austrii, Włoch, Danii, Szwecji, Norwegii, Finlandii, Estonii, Łotwy, Litwy, Polski, Czech, Słowacji, Węgier, Ukrainy, Rumunii, Bułgarii, Chorwacji, Bośni i Hercegowiny, Serbii, Czarnogóry, Grecji oraz europejskiej części Rosji, w Afryce Północnej z Maroka, Algierii, Tunezji i Libii, a w Azji z syberyjskiej części Rosji, Zakaukazia, Cypru, anatolijskiej części Turcji, Izraela, Syrii, Korei Północnej, Korei Południowej i Japonii. Na starym kontynencie wykracza na północ daleko poza koło podbiegunowe. Podgatunek P. v. lopezi jest endemitem Majorki.